# Actia cinerea
Actia cinerea är en tvåvingeart som först beskrevs av Macquart 1834.  Actia cinerea ingår i släktet Actia och familjen parasitflugor.
Artens utbredningsområde är Frankrike. Inga underarter finns listade i Catalogue of Life.